# We Didn't Know
«We Didn't Know» (en español: «No sabíamos») es una canción interpretada a dúo por los artistas estadounidenses Whitney Houston y Stevie Wonder, este último compuso y produjo el tema. Fue lanzado en abril de 1992 por Arista Records como el sexto y último sencillo del tercer álbum de Houston, I'm Your Baby Tonight. 
La letra de la canción trata sobre dos buenos amigos que se dan cuenta de que tienen sentimientos románticos el uno por el otro y son más que amigos: se aman y "no lo sabían".
En Estados Unidos alcanzó el número 20 en la lista Hot R&B/Hip-Hop Songs de la revista Billboard. Este es el primer y único sencillo del álbum que se publicó sin un video musical.

## Lista de canciones
Todas las pistas están escritas por Stevie Wonder, excepto "Lover for Life", que fue escrita por Sam Dees y producida y arreglada por Narada Michael Walden.
| - CD sencillo 1. "We Didn't Know" (remix edit) – 4:45 A 2. "We Didn't Know" (album edit) – 4:26 3. "We Didn't Know" (extended remix) – 6:14 A - Maxi 12" - A1 "We Didn't Know" (remix edit) – 4:43 - B1 "We Didn't Know" (extended remix) – 6:09 | - Cassette maxi - A1 "We Didn't Know" (album edit) – 4:26 - A2 "We Didn't Know" (remix edit) – 4:40 - A3 "Lover for Life" – 4:45 - B1 "We Didn't Know" (album edit) – 4:26 - B2 "We Didn't Know" (remix edit) – 4:40 - B3 "Lover for Life" – 4:45 |

AProducción adicional y remezcla de Vincent Herbert y Kiyamma Griffin

## Posicionamiento en listas
| Lista (1991)                           | Máxima Posición |
| -------------------------------------- | --------------- |
| Estados Unidos (Hot R&B/Hip-Hop Songs) | 20              |

## Personal
Créditos
- Productor, escritor, arreglos vocales – Stevie Wonder
- Todos los instrumentos – Stevie Wonder
- Voz principal - Whitney Houston
- Coros: Kimberly Brewer, Lynne Fiddmont-Linsey, Dorian Holley, Keith John
- Ingeniero de mezcla – Bobby Brooks
- Ingeniero asistente: Steve VanArden, Danny Normando
- Diseño de sonido – Robert Arbittier
- Coordinadora del Proyecto Musical Stevland Morris – Stephanie Andrews

Grabación y mezcla
- Grabado y mezclado en Wonderland Studios, Los Ángeles
- Voz principal grabada en Sigma Sound Studios, Nueva York